# Hesse-Homburg
El landgraviato de Hesse-Homburg fue un pequeño Estado del Sacro Imperio Romano Germánico entre 1768 y 1806, y de 1815 a 1866 un Estado monárquico independiente dentro de la Confederación Germánica, en lo que hoy es Alemania. Su capital fue la ciudad de Bad Homburg.
Tuvo sus orígenes en 1622 en una división familiar del landgraviato de Hesse-Darmstadt, aunque no se independizaría de este hasta 1768. A la disolución del Sacro Imperio en 1806, nuevamente pasó a Hesse-Damstadt hasta 1815, pero con el Congreso de Viena ese año se lo reconoció como plenamente independiente. Desapareció definitivamente en 1866, cuando su territorio fue repartido entre Hesse-Darmstadt y Prusia.
Su territorio comprendió la mayor parte de su historia únicamente el distrito de Homburg, a la orilla derecha del río Rin. En 1815 fue agrandado con la ganancia del distrito de Meisenheim, en la orilla izquierda del Rin, quedando dividido el país en dos islas geográficas. Hoy, lo que fue su territorio se incluye en el estado federado alemán de Hesse.

## Historia

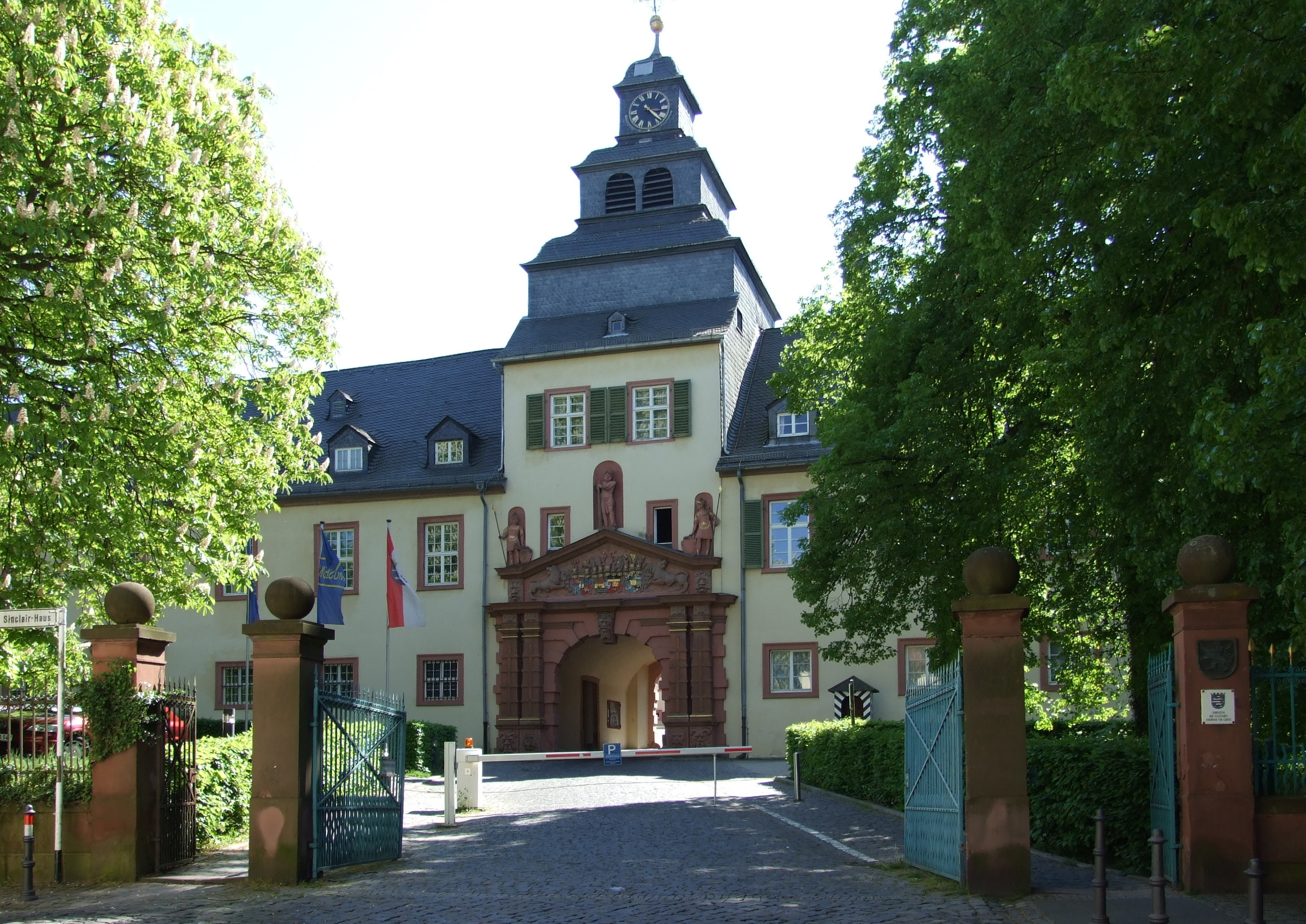
El palacio de Homburg.

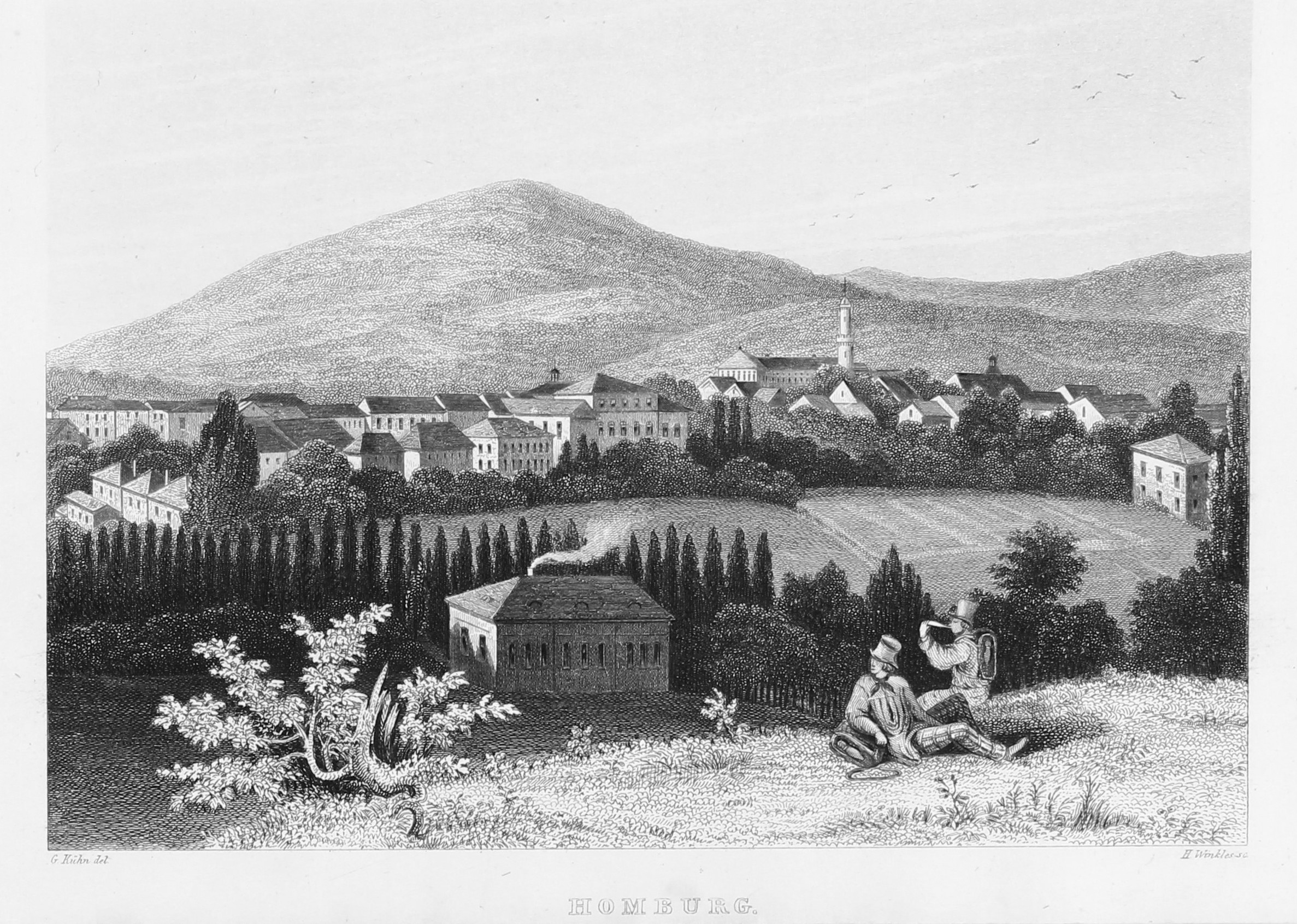
Bad Homburg en 1851.

La casa de Hesse-Homburg fue una rama de la de Hesse-Darmstadt, cuando su primer landgrave, Federico I de Hesse-Homburg, hijo segundo de Jorge I de Hesse-Darmstadt, recibió el distrito de Homburg como feudo en 1622. El landgrave Luis V de Hesse-Darmstadt le concedió a Federico I de Hesse-Homburg la autoridad civil sobre el territorio, pero oficialmente Hesse-Darmstadt mantenía la soberanía sobre el pequeño landgraviato. En 1768, Hesse-Darmstadt reconoció la independencia de Hesse-Homburg.
Con Federico II (landgrave de 1680 a 1708), el landgraviato experimentó un período de florecimiento económico. Siguiendo una política mercantilista, se desarrolló la economía. También en esa época se creó una colonia de hugonotes en Friedrichsdorf. La pujanza económica quedó reflejada con la construcción del palacio barroco de Homburg.
En 1806, en el contexto de las Guerras Napoleónicas, Hesse-Homburg fue mediatizado e integrado al Gran Ducado de Hesse (Hesse-Darmstadt), que se alineó en la Confederación del Rin. Al final de la guerra, con el Congreso de Viena de 1815, el landgrave Federico V de Hesse-Homburg no sólo recuperó sus posesiones, sino que vio agrandar su territorio con la ganancia del distrito de Meisenheim, un distrito que hasta entonces formaba parte del antiguo departamento francés del Sarre; aunque pequeño, el nuevo territorio era más del doble que el distrito de Homburg. Hesse-Homburg fue reconocido ese mismo año como un Estado independiente. El país se integró a la Confederación Germánica el 7 de julio de 1817; sin embargo, debido a su reducido tamaño, no tuvo derecho a voto hasta después de 1838. 
Como parte de la Confederación, en 1828 se integró a la unión aduanera entre Prusia y Hesse-Darmstadt, y en 1834 a la mayor Unión Aduanera Alemana.
Fernando I, el último representante de la línea masculina de la casa de Hesse-Homburg, murió en 1866. Por un contrato de sucesión, el landgraviato desapareció como entidad, incorporándose al Gran Ducado de Hesse (Hesse-Darmstadt). En septiembre de ese mismo año, mediante el tratado de Praga los territorios del antiguo langraviato pasaban a Prusia, vencedora en la guerra austro-prusiana. Homburg se incluyó en la provincia de Hesse-Nassau y Meisenheim en la provincia del Rin.
Carolina de Hesse-Homburg, hija del landgrave Gustavo, fue la última representante de la dinastía. Murió en Greiz en 1872.

## Landgraves de Hesse-Homburg
1. Federico I (1622-1638)
2. Guillermo Cristóbal (1648-1669)
3. Jorge Cristián (1669-1671)
4. Federico II (1680-1708)
5. Federico III (1708-1746)
6. Federico IV (1746-1751)
7. Federico V (1751-1815)
8. Federico VI (1820-1829)
9. Luis (1829-1839)
10. Felipe (1839-1846)
11. Gustavo (1846-1848)
12. Fernando (1848-1866)

- Datos: Q694269
- Multimedia: House of Hesse-Homburg / Q694269